# Kitsiputous
Kitsiputous es una cascada ubicada en Enontekiö, constituye una de las cascadas más altas en el país europeo de Finlandia. Es parte de la Reserva natural de Malla.
Las cataratas se encuentran a lo largo del sendero que conduce a punto de fronterizo de las tres naciones (límites entre Finlandia, Suecia y Noruega, llamado Treriksröset). Las cataratas se convierten en cascadas de hielo durante el período de invierno.